# 2.5 Jigen no Yūwaku
2.5 Jigen no Yūwaku (2.5次元の誘惑?), también conocida como 2.5 Jigen no Ririsa, 2.5 Seducción Dimensional en España y Ririsa una chica en 2.5D en Hispanoamérica, es una serie de manga japonesa escrita e ilustrada por Yu Hashimoto. Comenzó a serializarse en el sitio web de manga Shōnen Jump+ de Shueisha en junio de 2019. Una adaptación de la serie al anime de J.C.Staff se emitió de julio a diciembre de 2024. Se ha anunciado una segunda temporada.

## Argumento
Okumura es un estudiante de segundo año de secundaria que es presidente y único miembro del club de manga de su escuela. Como otaku, afirma que no tiene interés en las chicas reales debido a su obsesión con un personaje de ficción llamado Liliel. De repente, se une al club una estudiante de primer año llamada Lilysa Amano, apasionada por el cosplay. Cuando acepta ser su fotógrafo, Okumura descubre que su personaje favorito es también Liliel. Como resultado, se encuentra en conflicto con la situación.

## Personajes
Masamune Okumura (奥村 正宗 Okumura Masamune?)
 Seiyū: Junya Enoki, Iván Bastidas (español latino)
Protagonista masculino. Un fanático del manga y anime, presidente y único miembro del club de éstos medios de su escuela hasta el inicio de la obra. Debido a traumas causados por mujeres, como el abandono por parte de su madre en la infancia, el desprecio de su hermana mayor y un rechazo amoroso en la secundaria, decidió solo interesarse en personajes femeninos ficticios, siendo su principal interés Lilliel (リリエル Ririeru?), protagonista femenina de la obra Ashford's Wars (アシュフォード戦争 Ashufōdo sensō?), debido a que ella nunca traicionaría al protagonista Ashford (アシュフォード Ashufōdo?), idealizando que las mujeres reales nunca serían como ella. Pero luego de conocer a Lilysa y a las nuevas miembros del club, y trabajar junto a ellas, poco a poco su visión de las chicas reales va cambiando.
Lilysa Amano (天乃 リリサ Amano Ririsa?)
 Seiyū: Kaori Maeda, Nycolle González (español latino)
Protagonista femenina. Es la segunda estudiante en unirse al Club de Manga. También es fanática del anime y manga como lo es Okumura, pero con un enfoque distinto, admirando la sensualidad de las protagonistas de las obras. Queriendo expresar su amor y pasión de eso, comenzó a practicar cosplay, por lo que para crear un ROM (un disco con material de sesiones fotográficas) ideal decidió pedir ayuda al Club de Manga, en donde al conocer a Okumura, compartieron su fanatismo por Lilliel e iniciando una relación de cosplayer-fotógrafo. El pasar muchos momentos juntos fue despertando en Lilysa un cariño especial por Okumura que ella no lograba explicar, pero que fue aclarado después de interactuar con las otras chicas del club.
Mikari Tachibana (橘 美花莉 Tachibana Mikari?)
 Seiyū: Akari Kitō, Azucena Miranda (español latino)
Es la amiga de la infancia de Okumura. Desde que él la rescató de unos bravucones actuando como Ashford, Mikari se enamoró perdidamente de él, y sabiendo de que él solo tenía ojos para Lilliel, intentó lucir como ella, pero se topó con la realidad de que él no tenía interés en chicas reales. Luego de años, Mikari se hizo modelo profesional con el objetivo de impresionarlo, pero al conocer en primer término a Lilysa y al resto del club de manga, acabó por interesarse en el mundo del cosplay, sin dejar de intentar seducir en repetidas ocasiones a Okumura. No es un miembro oficial del Club de Manga, pero pasa su tiempo libre en el salón y participa en algunas de sus actividades con la intención de hacerse más cercana a Okumura.
753♡
 Seiyū: Aya Yamane, Scarlet Miuller (español latino)
Ella es una Cosplayer profesional, considerada como una de las cuatro reinas celestiales del Cosplay debido a su gran popularidad. Su nombre de escenario se pronuncia "Nagomi" (なごみ). Igual que en el caso de Okumura, es una chica otaku que está enamorada de los personajes masculinos 2D, especialmente el personaje Kai de un juego de simulación de citas (con el cual tiene parecido físico con el mismo Okumura, por lo que suele confundirlo con él). Al principio de la historia se muestra con una actitud arrogante y competitiva frente a las demás cosplayers, pero después de conocer a Lilysa y competir contra ella en el Yokosuka Cosplay Stream, cambió su modo de ver el mundo del cosplay y decidió ser amigable y ayudar a todas sus colegas cosplayers que la acompañen en los eventos en los que se presenta.
Magino (マギノ?)
 Seiyū: Yuka Nukui, Alicia Barragán (español latino)
Magino es una Cosplayer veterana que estuvo al lado del stand de Lilysa en su primer evento de cosplay, desde el cual entonces se hizo amiga de Lilysa y Okumura. Debido a que tiene bastante experiencia haciendo cosplay, está dispuesta a darle consejos a Lilysa sobre cómo hacer Cosrom y realización de sus cosplays, y también ha ayudado a Okumura en diferentes situaciones durante las convenciones.
Ogino (オギノ?)
 Seiyū: Tomokazu Sugita, Gerardo Ortega (español latino)
Ogino es el fotógrafo con el que está asociada Magino. Tras conocer a Lilysa y a Okumura, se volvió amigo de ambos y asumió en varias ocasiones el papel de mentor de este último para enseñarle cómo funciona el mundo del cosplay, como por ejemplo, informarle sobre el ranking de las cuatro Reinas Celestiales del Cosplay, contarle sobre el artículo de las 5 estrellas en ascenso, formar estrategias de publicidad en las convenciones, e incluso, llegó a darle clases de fotografía para mejorar la calidad de las Cosrom de Lilysa.
Mayuri Hanyuu (羽生 まゆり Hanyū Mayuri?)
 Seiyū: M.A.O, Adriana Casas (español latino)
Mayuri es la profesora recién llegada al instituto que se encarga de la clase de economía doméstica. En el pasado fue la cosplayer Mayura (まゆら) una de las Cuatro reinas celestiales del Cosplay y era amiga de Eli, de quien se distanció luego de que dejara de hacer cosplay. Ella mantiene esto oculto porque entra en conflicto con la imagen de profesora correcta que quiere formar en sus alumnos. Tras conocer a Okumura y Lylisa, decide regresar al mundo del cosplay pero esta vez como asesora del Club de Manga. Más tarde, se reencuentra con su mejor amiga Eli y comienzan una relación.
Eli (エリ Eri?)
 Seiyū: Ikumi Hasegawa, Charo Santiago (español latino)
Cosplayer femenina y amiga de Mayuri. Eli asistió a la misma escuela secundaria que Mayuri, estaba enamorada de Mayuri y admiraba todo sobre ella. Las dos se volvieron muy cercanas cuando comenzaron a hacer cosplay, pero se distanciaron después de que Mayuri abandonara el cosplay. Después de graduarse de la universidad, Eli trabaja como una oficinista en una empresa general aunque sigue haciendo cosplay. Tras haber hecho las paces con Mayuri, las dos comienzan a vivir juntas y desarrollan una relación.
Nonoa (ノノア?)
 Seiyū: Sayumi Suzushiro, María García (español latino)
Nonoa es una chica recién iniciada en el mundo del cosplay, tras una sesión de fotos con su primer cosplay Coulia de Cinderella Stars, ganó mucha popularidad en internet. Durante esa sesión se le describió como una chica inexpresiva y callada, por lo que se le apodó como la princesa de hielo. Ella sufre de una severa ansiedad social como consecuencia de un trauma en su niñez al ser rechazada por ser otaku. En realidad es una chica introvertida pero amable que busca hacer amistad con Lilysa, pero debido a sus inseguridades, le es difícil comunicarse con palabras o gestos con los demás.
Aria Kisaki (喜咲アリア Kisaki Aria?)
 Seiyū: Sayumi Watabe, Ana Lobo (español latino)
Aria es una gal con un creciente interés por el manga, el anime y el mundo del cosplay. Es hija de un mangaka que publicaba doujinshis de Ashford's Wars, con los cuales tuvo bajo éxito en ventas. Con el objetivo de reencontrarse con su padre y reconciliarse con él, quiere realizar cosplay con los personajes que creó y volverse famosa para que éste la pueda localizar fácilmente.
Yoichi Higarashi (日枯陽一 Higarashi Yōichi?)
 Seiyū: Jun'ichi Suwabe, Gerardo Reyero (español latino)
Es un mangaka, autor de un spin-off que tiene como protagonista a Lilliel. Había comenzado como artista independiente publicando historias alternas dentro del universo de Ashford's Wars sin mucho éxito, llegándose a sentir frustrado en su carrera, pero debido a su esfuerzo, la editorial lo decidió contratar como guionista y artista de un spin-off oficial. Su principal motivación para seguir publicando su manga es una carta que recibió de un fan justo cuando se había cancelado su primer doujinshi de Lilliel.
Marina Abe (安部まりな Abe Marina?)
Otra amiga de la infancia de Masamune Okumura y es la Vicepresidenta del Consejo Estudiantil. Marina es una hermosa jovencita, tiene cabello largo y elegante y una gran figura, su pecho es de gran tamaño como Aria. Es una persona muy amable y cálida, siempre está dispuesta a ayudar a los demás siempre que pueda. Marina era la vecina de Masamune Okumura, ella veía que él siempre estaba solo así que jugaba con él todo el tiempo, eran muy cercanos y Okumura la llamaba Mari-nee como hermana mayor, años después Okumura la invitó a salir pero ella, como no sabía qué responderle ante la confesión, lo rechazó. Esto ocasionó que otras chicas acosaran a Okumura por atreverse a pensar que un perdedor como él tenía derecho a invitar a salir a una belleza como Marina. Cuando Marina se enteró del acoso, se le rompió el corazón que Okumura soportara eso. Después de volver a encontrarse con Okumura antes del Festival Cultural, se sorprendió al verlo de nuevo. Marina luego le reveló a Okumura que sentía lo mismo y que todavía lo amaba, esto ayudó a Okumura a dejar atrás su pasado y vencer a sus demonios internos.
Sra. Okumura (奥村の母 Okumura no Haha?)
La madre de Masamune. Aunque amaba mucho a su hijo, ella abandonó a la familia cuando Masamune tenía ocho años, lo que fue una de las razones por las que empezó a desconfiar de las mujeres. Se desconoce el motivo de su desaparición, pero como se opuso firmemente a la sugerencia de su marido (el padre de Okumura) de cambiar el nombre de Okumura a "Masamune" y dejaba solo al joven Okumura durante el día cuando salía (y le decía a Okumura que no se lo contara a nadie), quienes la rodean especulan que tenía un amante.
Sr. Okumura (奥村の父 Okumura no Chichi?)
El padre de Masamune. Se encargó de criar a Masamune luego de su esposa los abandonara. Aunque inicialmente amaba a su hijo, el estrés de que su esposa lo dejara tensó su relación, sin embargo, a diferencia de su hermana, el Sr. Okumura se culpó a sí mismo y nunca culpó a su hijo.
Hermana de Okumura (奥村の姉 Okumura no Ane?)
La hermana mayor de Masamune. Ella lo odia mucho porque cree que Masamune era la causa de que su mamá los abandonara. El odio que tiene ella hacia Masamune obliga a este a pasar tiempo fuera de casa, incluso el día de Navidad.

## Contenido de la obra

### Manga
Escrita e ilustrada por Yu Hashimoto, la serie comenzó a serializarse en el sitio web de manga Shōnen Jump+ de Shueisha el 15 de junio de 2019. Los capítulos individuales, se han recopilado en veintitrés volúmenes tankōbon hasta la fecha.
En junio de 2021, Seven Seas Entertainment anunció que obtuvieron la licencia de la serie para su publicación en inglés bajo su sello Ghost Ship.

#### Lista de volúmenes
| Volúmenes de manga publicados | Volúmenes de manga publicados | Volúmenes de manga publicados |
| Número                        | Fecha de lanzamiento          | ISBN                          |
| ----------------------------- | ----------------------------- | ----------------------------- |
| 1                             | 4 de octubre de 2019          | ISBN 978-4-08-882129-0        |
| 2                             | 4 de enero de 2020            | ISBN 978-4-08-882182-5        |
| 3                             | 4 de febrero de 2020          | ISBN 978-4-08-882207-5        |
| 4                             | 13 de mayo de 2020            | ISBN 978-4-08-882337-9        |
| 5                             | 3 de julio de 2020            | ISBN 978-4-08-882355-3        |
| 6                             | 4 de septiembre de 2020       | ISBN 978-4-08-882464-2        |
| 7                             | 4 de diciembre de 2020        | ISBN 978-4-08-882565-6        |
| 8                             | 4 de febrero de 2021          | ISBN 978-4-08-882635-6        |
| 9                             | 2 de abril de 2021            | ISBN 978-4-08-882664-6        |
| 10                            | 2 de julio de 2021            | ISBN 978-4-08-882754-4        |
| 11                            | 4 de octubre de 2021          | ISBN 978-4-08-882838-1        |
| 12                            | 3 de diciembre de 2021        | ISBN 978-4-08-882899-2        |
| 13                            | 4 de marzo de 2022            | ISBN 978-4-08-883070-4        |
| 14                            | 4 de julio de 2022            | ISBN 978-4-08-883166-4        |
| 15                            | 4 de octubre de 2022          | ISBN 978-4-08-883286-9        |
| 16                            | 4 de enero de 2023            | ISBN 978-4-08-883392-7        |
| 17                            | 2 de mayo de 2023             | ISBN 978-4-08-883520-4        |
| 18                            | 4 de septiembre de 2023       | ISBN 978-4-08-883683-6        |
| 19                            | 4 de enero de 2024            | ISBN 978-4-08-883866-3        |
| 20                            | 4 de julio de 2024            | ISBN 978-4-08-884071-0        |
| 21                            | 4 de octubre de 2024          | ISBN 978-4-08-884222-6        |
| 22                            | 4 de enero de 2025            | ISBN 978-4-08-884381-0        |
| 23                            | 2 de mayo de 2025             | ISBN 978-4-08-884547-0        |
| 24                            | 3 de octubre de 2025          | ISBN 978-4-08-884734-4        |

### Anime
El 10 de diciembre de 2022 se anunció una adaptación de la serie al anime. Está producida por J.C.Staff y dirigida por Hideki Okamoto, con guiones escritos por Takao Yoshioka, diseños de personajes a cargo de Tomoyuki Shitaya y música compuesta por Hiroaki Tsutsumi. La serie se estrenó el 5 de julio de 2024, y se emitirá durante dos cursos consecutivos. El primer tema de apertura es «Shutter Chance», interpretado por Meichan, mientras que el primer tema de cierre es «Watch Me», interpretado por Kaori Maeda y Akari Kitō como sus respectivos personajes. El segundo tema de apertura es «Tsugihagi no Tsubasa» (ツギハギの翼?), interpretado por Soraru, mientras que el segundo tema de cierre es «Release Sigh», interpretado por Kaori Maeda, Akari Kitō, Sayumi Suzushiro y Sayumi Watabe como sus respectivos personajes. REMOW obtuvo la licencia de la serie en América Latina y la transmitió en Amazon Prime Video, Anime Onegai y Netflix. Sentai Filmworks obtuvo la licencia de la serie en América del Norte, Australia y las islas británicas, y la transmitió en HIDIVE. Jonu Media obtuvo la licencia de la serie en España.
El 30 de mayo de 2024, Anime Onegai anunció que la serie recibió un doblaje en español latino, la cual se estrenó el 5 de julio.
En diciembre de 2024, tras la finalización de la primera temporada, se anunció la producción de una segunda temporada.

### Videojuego
Durante la Jump Festa 2024 se anunció un juego para teléfonos inteligentes desarrollado por Aiming y Team Caravan, titulado 2.5 Jigen no Yūwaku: Tenshi-tachi no Stage.

## Recepción
Itachi Utada de Famitsu elogió la historia y los personajes de la serie, particularmente disfrutando de los elementos de cosplay presentes.
En el Next Manga Award de 2020, la serie ocupó el cuarto lugar en la categoría de manga web. La serie cuenta con un millón de copias en circulación entre sus lanzamientos digitales e impresos.